# مارتون‌واشار
مارتون‌واشار (به مجاری:  Martonvásár) یک منطقهٔ مسکونی در مجارستان است که در فیر واقع شده‌است. مارتون‌واشار ۳۱٫۲۵ کیلومتر مربع مساحت و ۵٬۶۵۰ نفر جمعیت دارد.

## خواهرخوانده
شهر باینفورت خواهرخواندهٔ مارتون‌واشار است.